# Marshalite

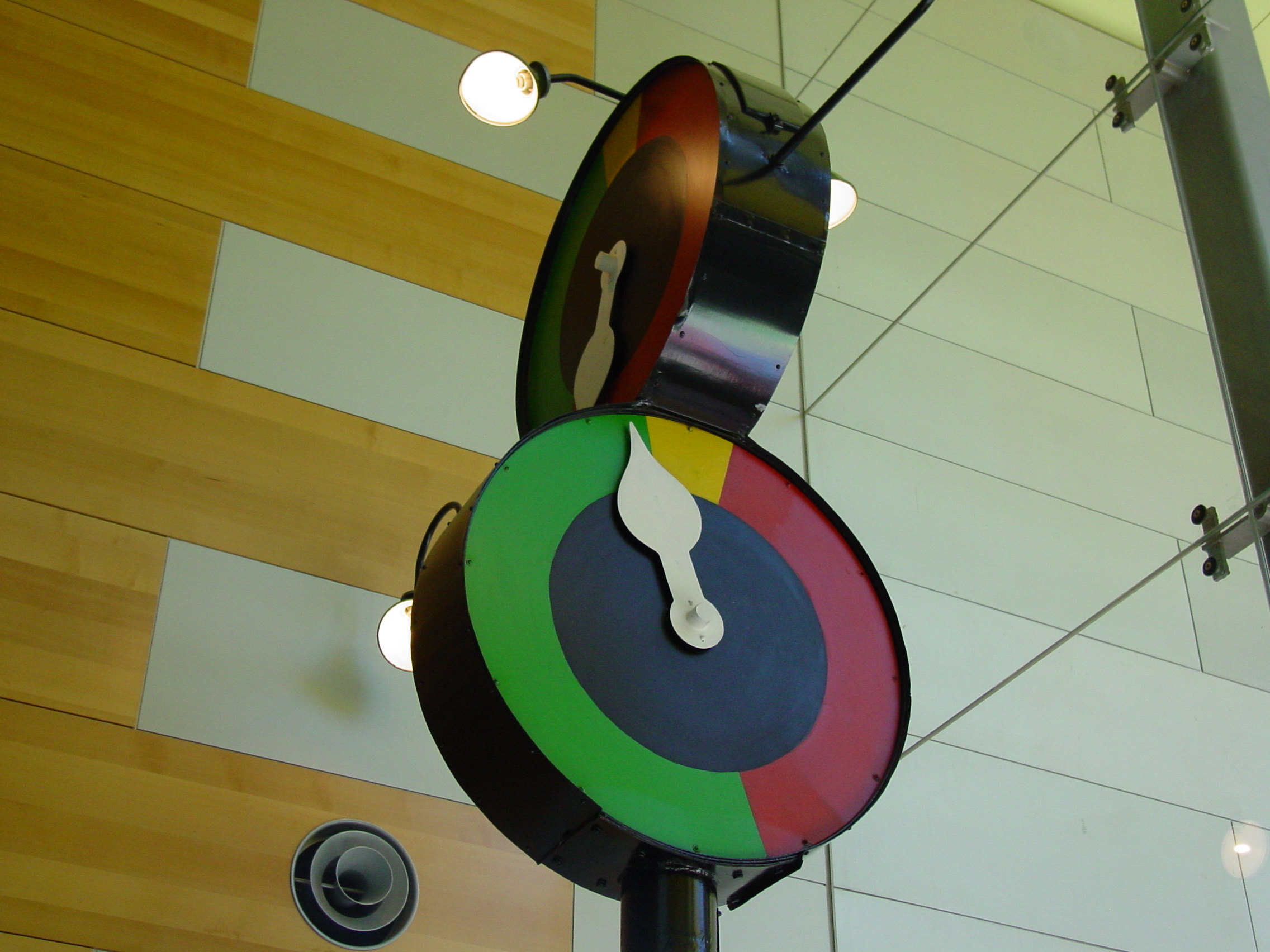
Sygnalizator marshalite w Melbourne Museum

Marshalite – mechaniczny sygnalizator ruchu współpracujący z tradycyjną sygnalizacją świetlną; zaprojektowany przez Charlesa Marshalla około 1936 roku i używany w australijskim stanie Wiktoria do lat 60. XX wieku.
Sygnalizator marshalite składał się z dwóch okrągłych tarcz o średnicy około jednego metra (3 stopy) ustawionych prostopadle do siebie, umieszczonych na ponad 4,5-metrowym (15 stóp) słupie. Na tarczach umieszczone były duże, białe wskazówki, które obracały się ze stałą prędkością, wskazując po kolei na zielone, żółte i czerwone pole. Znaki marshalite współpracowały ze znakami świetlnymi, ale dostarczyły dodatkowej informacji, za ile nastąpi zmiana światła. Początkowo sygnalizatory marshalite miały tylko czerwone i zielone pola, po których poruszała się biała lampka. Później dodano jeszcze żółte pole, a lampa została zastąpiona białą wskazówką – cały znak oświetlany był osobną lampą.